# Březí u Týna nad Vltavou
Březí u Týna nad Vltavou (německy Bries) je část obce Temelín v okrese České Budějovice v Jihočeském kraji. Leží asi 3,5 kilometru jihovýchodně od Temelína, která byla vysídlena během stavby blízké jaderné elektrárny. Stejný název nese také katastrální území o rozloze 6,96 km², v němž leží i osada Podhájí.

## Historie
Archeologické nálezy dokládají osídlení ve 13. století. První písemná zmínka o vesnici pochází z roku 1357. V roce 1362 je připomínán Rynart z Březí. V roce 1367 je připomínám Svatomír z Březí. Vysokým církevním hodnostářem byl Aleš z Březí († 1442). V roce 1526 je připomínán Jan Nebřehovský z Nebřehovic a na Březí, též jako Jan Nebřehovský z Nebřehovic na Hrádku. V roce 1556 koupil zdejší tvrz, zvanou Vysoký Hrádek, Zikmund Malovec, a to spolu s vesnicemi Březí, Křtěnov a Slavětice. Václav Malovec nechal v roce 1805 tvrz přestavět na zámek.
V první světové válce padlo třináct zdejších mužů. Dne 31. srpna 1924 byl v Březí odhalen pomník padlých občanů z Březí, Podhájí a okolí. Na pomníku je třicet jmen. Dnes je pomník přesunut na bývalou náves Křtěnova.
V roce 1985 bylo Březí v souvislosti se stavbou Jaderné elektrárny Temelín vysídleno a zbouráno. Demolice všech objektů se protáhla hluboko do 90. let 20. století. V zámku Vysoký Hrádek sídlí Informační centrum Jaderné elektrárny Temelín.

## Přírodní poměry
V katastru zaniklé obce se nachází naleziště vltavínů. Prvním typem jsou kulaté, transportované – bez skulptace, jsou méně časté, lze je zaměnit s kteroukoli jinou lokalitou omletých kamenů např. na Radomilicku. Výrazně zajímavější jsou skulptované vltavíny se stopami po velkých bublinách a nevýraznou světlou barvou.

## Obyvatelstvo
| Rok            | 1869 | 1880 | 1890 | 1900 | 1910 | 1921 | 1930 | 1950 | 1961 | 1970 | 1980 | 1991 | 2001 | 2011 | 2021 |
| -------------- | ---- | ---- | ---- | ---- | ---- | ---- | ---- | ---- | ---- | ---- | ---- | ---- | ---- | ---- | ---- |
| Počet obyvatel | 342  | 320  | 325  | 348  | 330  | 333  | 285  | 225  | 271  | 251  | 238  | 0    | 0    | 0    | 0    |
| Počet domů     | 45   | 46   | 49   | 51   | 51   | 51   | 49   | 52   | 100  | 50   | 52   | 0    | 0    | 0    | 0    |

V roce 1961 byly do počtu domů obce Březí u Týna nad Vltavou zahrnuty i domy v Podhájí.

## Obecní správa
Při sčítání lidu v letech 1850–1985 Březí u Týna nad Vltavou bylo samostatnou obcí, se kterým patřilo nejprve do okresu Týn nad Vltavou, ale od roku 1960 v okrese České Budějovice. Od 1. července 1985 je částí obce Temelín v okrese České Budějovice. V letech 1850–1975 k obci patřilo Podhájí, od 14. června 1964 do 30. června 1985 Knín, Kočín, Křtěnov a Zvěrkovice a od 1. ledna 1976 do 30. června 1985 také Litoradlice.

## Pamětihodnosti
- Vysoký Hrádek – renesanční zámek
- Bývalá návesní kaple z roku 1887
- Kaple svatého Jana Nepomuckého

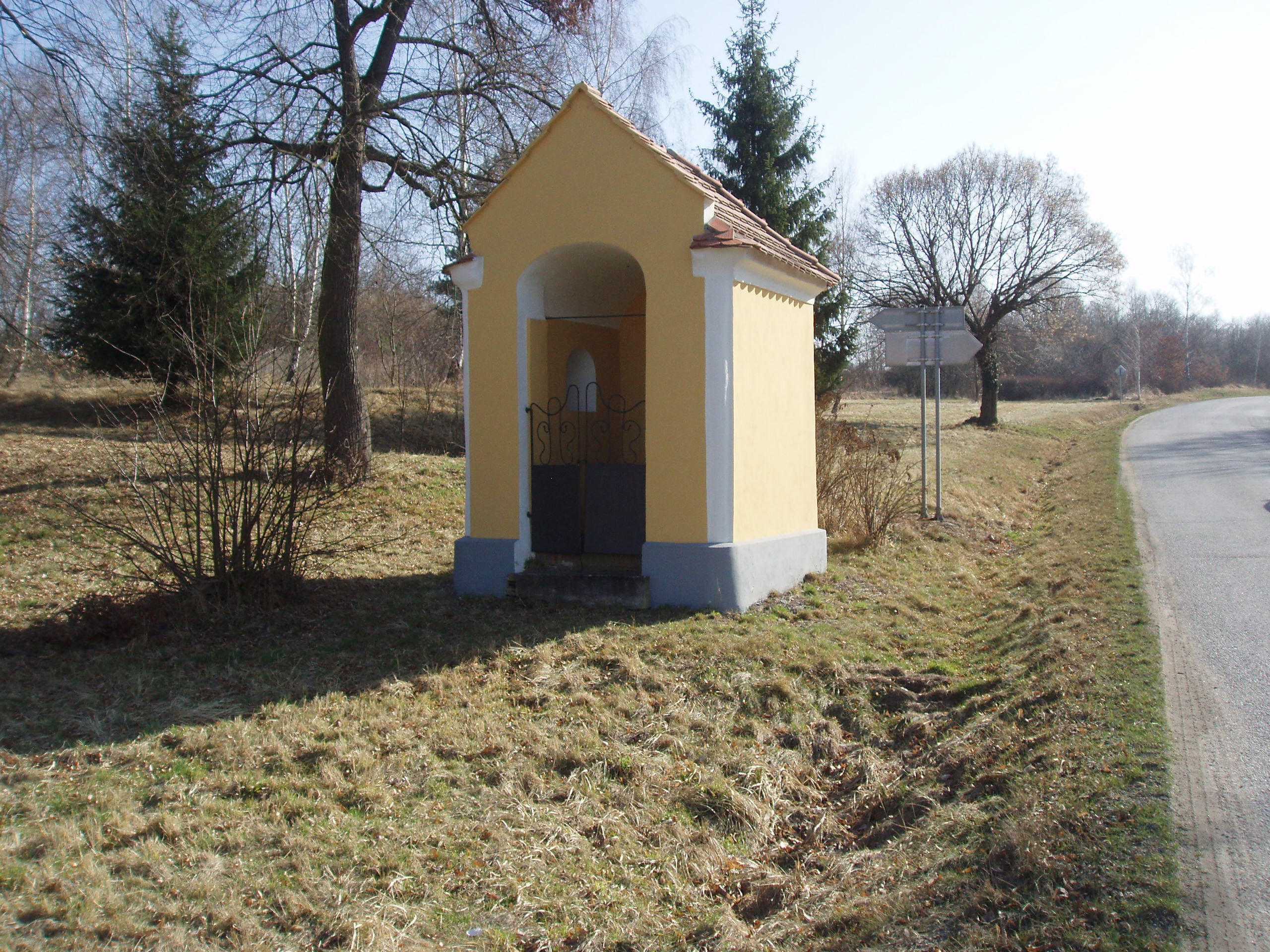
Kaple svatého Jana Nepomuckého

- Pomník padlých v první světové válce
- Mohylník

## Rodáci
- Aleš z Březí († 1442), římskokatolický biskup
- Josef Franěk (1898–1967), český akademický sochař, autor pomníku obětem první světové války na Macharově náměstí v Praze

## Galerie

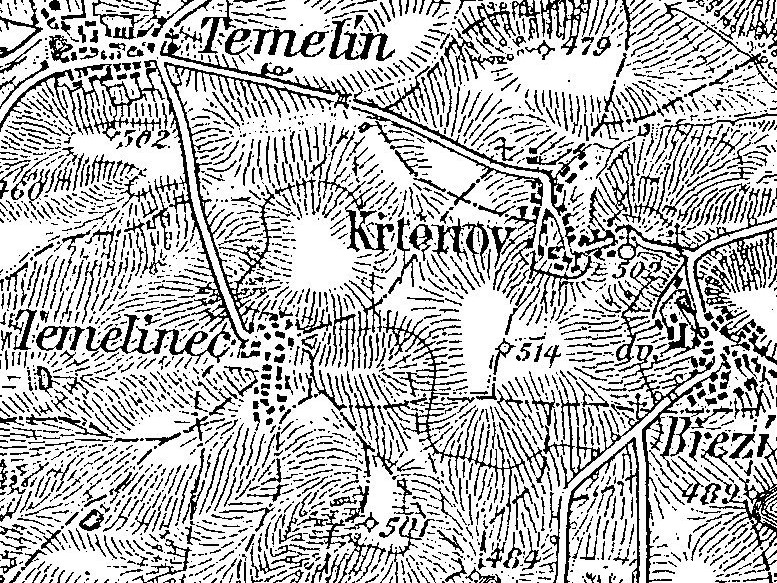
Březí na historické mapě (1928)
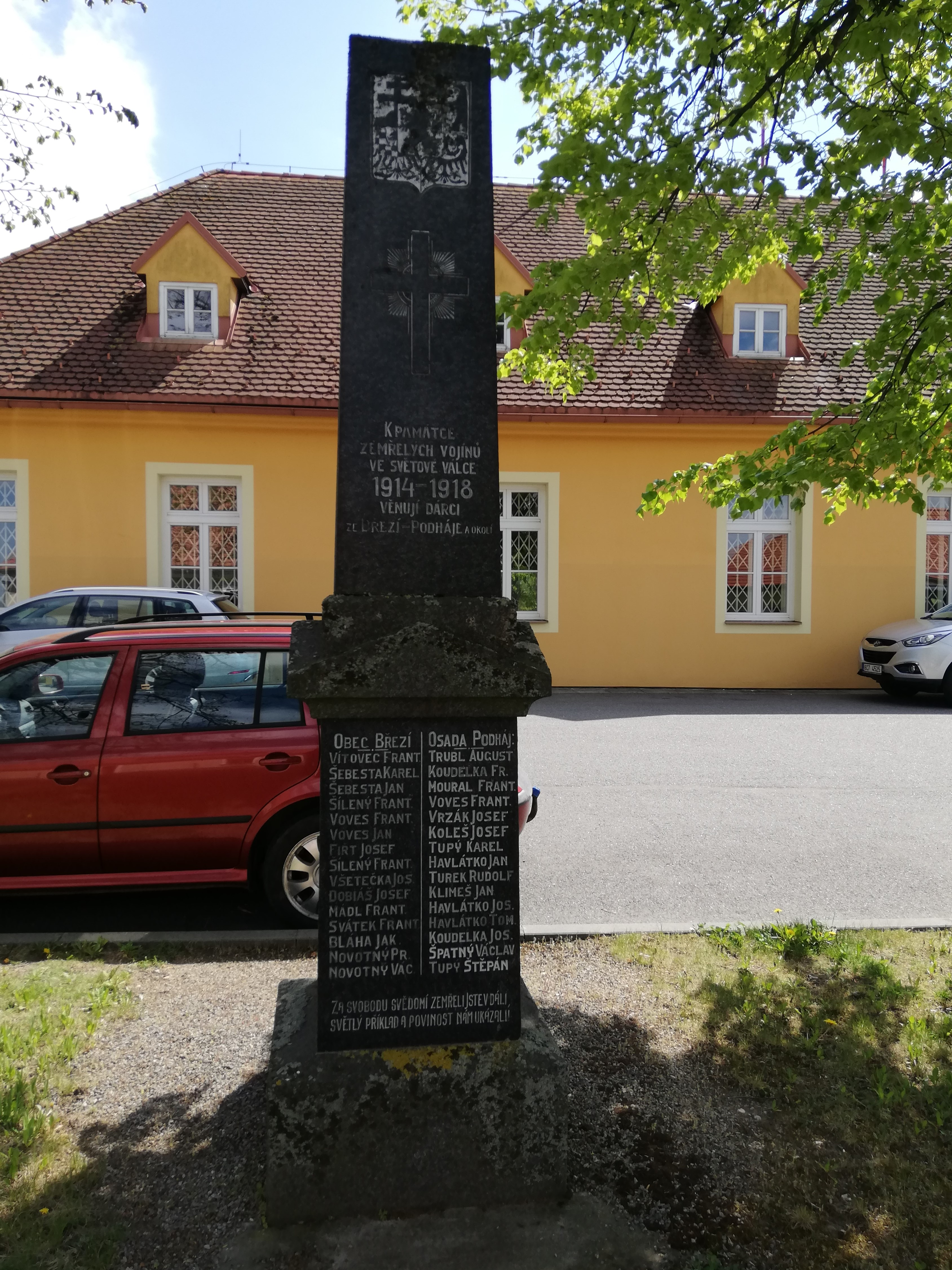
Pomník padlých v první světové válce
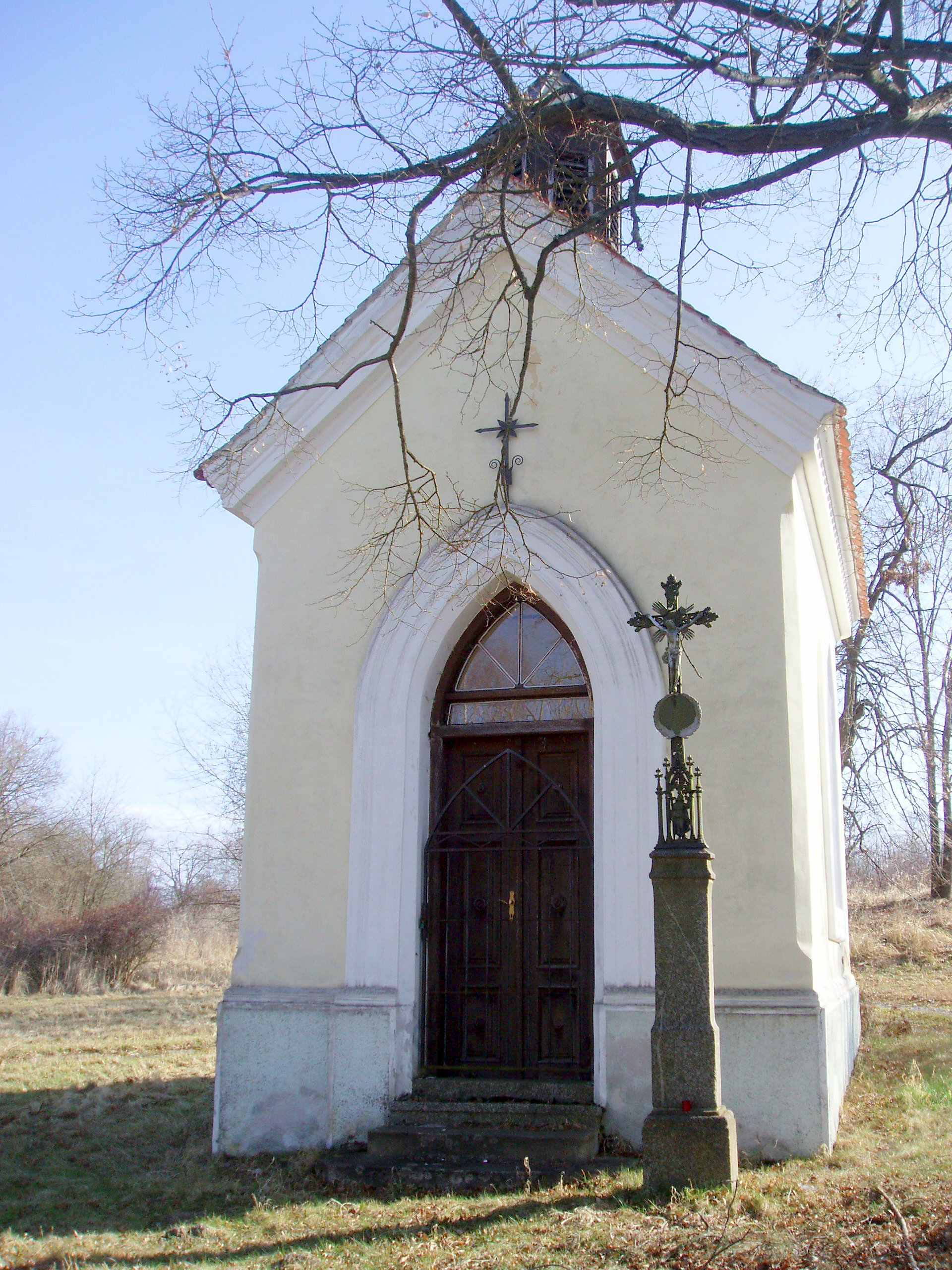
Bývalá návesní kaple z roku 1887